# De viris illustribus

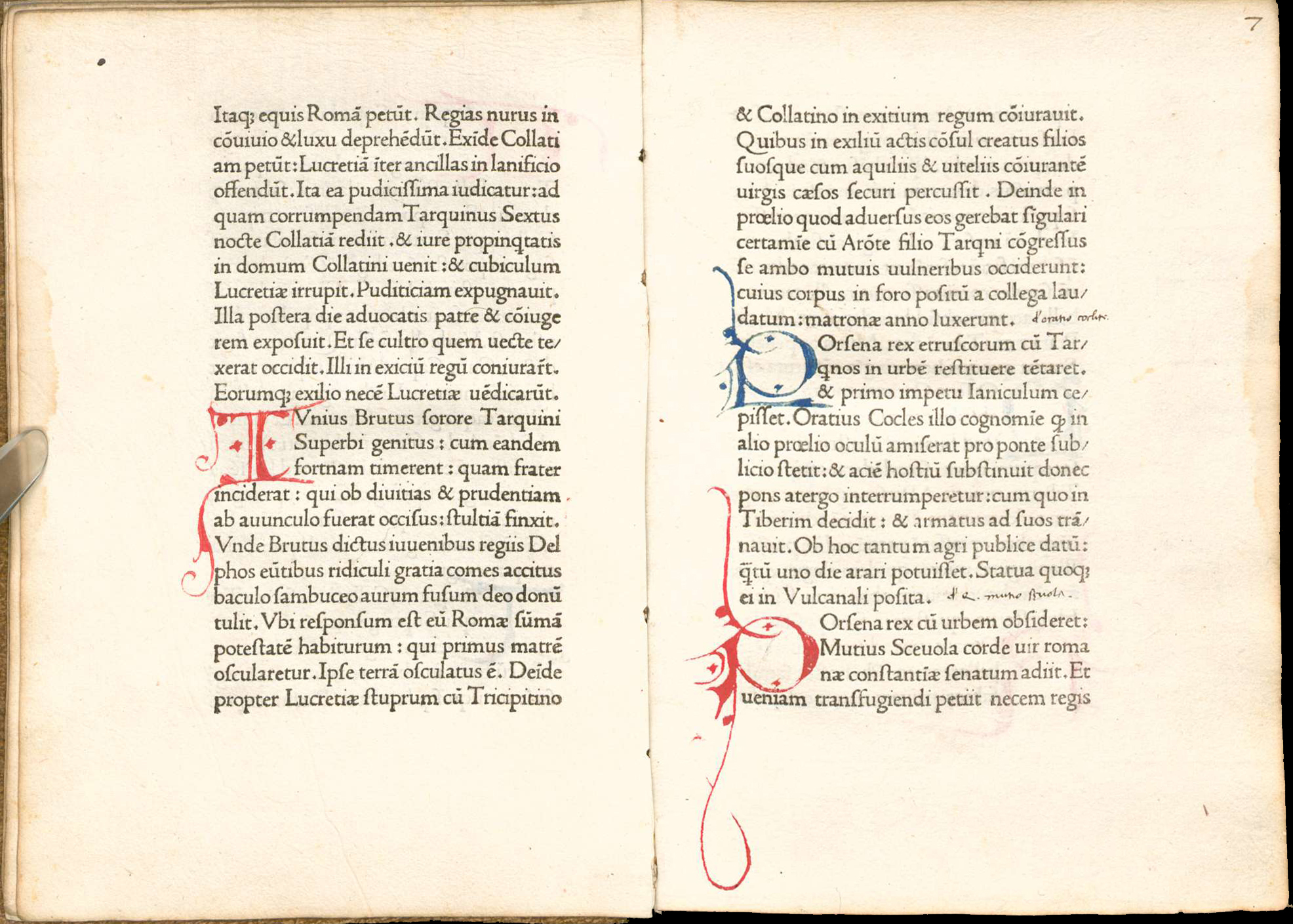
Copia del opúsculo De viris illustribus, editado por Nicolas Jenson hacia 1474.

De viris illustribus, título en latín para "Sobre hombres ilustres" (o famosos), representa uno de los tropos más comunes de la literatura romana, el  exemplum, que fue revivido durante el Renacimiento italiano e inspiró la colección de una serie de retratos de hombres ilustres - y alguna veces, en el siglo XVI, de mujeres también - con el objetivo de fomentar la educación superior.

## Historia

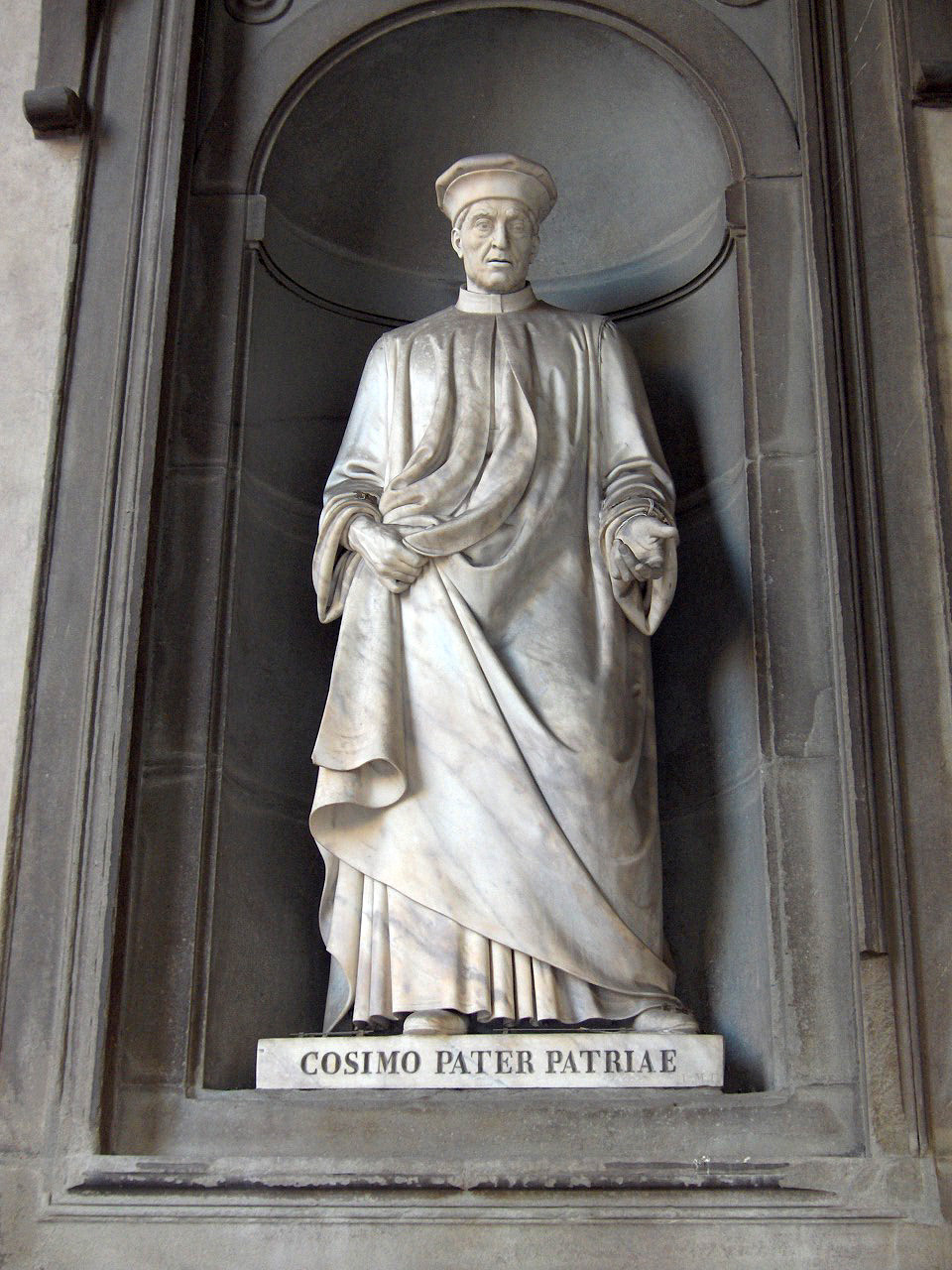
Cosimo I de Medici

Concebidas en el círculo de Cicerón, varias obras tuvieron el nombre De viris illustribus. Del libro de Cornelio Nepote, De viris illustribus, Aulo Gelio citó una anécdota sobre Catón el Viejo; Cornelio Nepote también produjo un Liber De Excellentibus Ducibus Gentium (en Latín, Libro de la Vida de eminentes generales). La obra fragmentaria de Suetonio, Acerca de los hombres ilustres, incluye gramáticos, retóricos, historiadores y poetas. De viris illustribus, de san Jerónimo, contiene ciento treinta y cinco pequeñas notas biográficas y fue continuada por otras noventa y siete en el libro homónimo, obra de Genadio de Marsella.

### Edad Media
Durante la Edad Media, la serie inspiró dos vertientes: las plantillas específicamente cristianas fueron santificados en la hagiografía, en la cual los milagros atraían la atención, pero las calidades exemplificadas por los mártires eran la fortaleza, la fe y la obediencia. En la vertiente secular, las plantillas mundanas, emulados solamente por los aristócratas, estaban establecidos y codificados en los "Nueve de la Fama", que eran ejemplos de courtoisie de caballeros, la plantilla instructiva de comportamiento cortés de la aristocracia. La colección de biografías literarias fue, además de eso, retratada visualmente en manuscritos iluminados, en la tapicería entre otras mídias.

### Renacimiento
Con el resurgir de las enseñanzas clásicas durante el Renacimiento italiano, un conjunto mayor de hombres, cuidadosamente seleccionados entre aquellos de renombre en el pasado (distante o reciente), formidables por haber sido grandes estadistas o por su enorme conocimiento "emergieron casi simultáneamente en diversos centros italianos como Milán, Nápoles, Siena, Padua, Foligno, Florencia, Venecia, Perugia y Urbino". En la literatura, el canon lo inició Petrarca, con su obra De viris illustribus, una colección de treinta y seis pequeñas biografías "Sobre hombres famosos", y Boccaccio, que, como emulación, escribió De casibus virorum illustrium, una colección de cincuenta y seis biografías "Sobre el destino de hombres famosos". El visionario Boccaccio también escribió un complemento para ella: De mulieribus claris, una colección de ciento seis biografías "Sobre mujeres famosas". Leonardo Bruni publicó una traducción de las Vidas de Plutarco.
Estos ejemplos literarios de virii illustri precedieron a los visuales, que estaban basados en documentos escritos, a la inversa de las series romanas supervivientes, como señaló el humanista Poggio Bracciolini en su ensayo De nobilitate liber, los romanos deberían ser emulados, "pues ellos creían que las imágenes de los hombres que habían sido excelentes en la búsqueda de la gloria y de la sabiduría, colocados frente a nosotros, podrían ayudarnos a ennoblecer el alma". Una serie de instructivos uomini illustri, pintados por Azzo Visconti, en Milán, fue mencionada por Giorgio Vasari, y una serie de Nápoles fue extraviada, aunque importantes series de retratos de personas famosas sobrevivieron en el Palazzo Pubblico de Siena y en la Sala Virorum Illustrium, en Padua.
La serie Giovio de retratos de personalidades literarias, gobernantes, estadistas y otros dignatarios, muchos de los cuales fueron hechos en vida, coleccionados por el biógrafo e historiador renacentista Paulo Jovio (1483-1552), también perdida, es hoy representada por un conjunto de copias hechas para Cosme I de Médici y preservadas en la Galería Uffizi, en Florencia.